# دینامیک سیالات محاسباتی

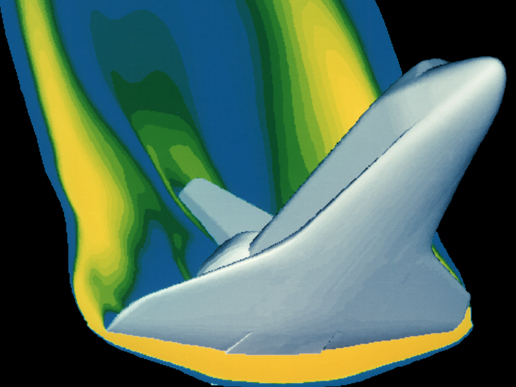
شبیه‌سازی رایانه‌ای جریان هوای با سرعت بالا در اطراف یک شاتل فضایی

دینامیک سیالات محاسباتی یا سی‌اِف‌دی (به انگلیسی: Computational Fluid Dynamics) (اختصاری CFD) یکی از شاخه‌های مکانیک سیالات است که با استفاده از آنالیز عددی و الگوریتمهای عددی، مسائل مشتمل بر شاره‌های سیالاتی را تجزیه و تحلیل می‌کند. از کامپیوترها برای شبیه‌سازی برهم کنش مایعات و گازها با سطوح شرایط مرزی استفاده می‌شود. این شاخه از مکانیک سیالات، مکانیک قدیم را به علوم رایانه و توانمندی‌های نوین محاسباتی آن در نیمهٔ دوّم قرن بیستم و در سدهٔ جدید میلادی وصل می‌کند.

## تاریخچه
سرگذشت پیدایش و گسترش دینامیک سیّالات محاسباتی را نمی‌توان جدای از تاریخ اختراع، رواج، و تکامل کامپیوترهای ارقامی نقل کرد. تا حدود انتهای جنگ جهانی دوٌم، بیشتر شیوه‌های مربوط به حلّ مسائل دینامیک سیالات از طبیعتی تحلیلی یا تجربی برخوردار بود. همچون تمامی نوآوری‌های برجستهٔ علمی، در این مورد هم اشاره به زمان دقیق آغاز دینامیک سیّالات محاسباتی میسر نیست. در اغلب موارد، نخستین کار بااهمیت در این رشته را به ریچاردسون نسبت می‌دهند، که در سال
۱۹۱۰ (میلادی) محاسبات مربوط به نحوهٔ پخش تنش (stress distribution) در یک سد ساخته‌شده از مصالح بنّایی را به انجام رسانید.
در این کار ریچاردسون از روشی تازه موسوم به رهاسازی (relaxation) برای حلّ معادلهٔ لاپلاس استفاده نمود. او در این شیوهٔ حلّ عددی، داده‌های فراهم‌آمده از مرحلهٔ پیشین تکرار (iteration) را برای تازه‌سازی تمامی مقادیر مجهول در گام جدید به کار می‌گرفت. ابداع روش‌های مختلف گسسته سازی از جمله اختلاف محدود (Finite difference)، المان محدود (Finite element) و حجم محدود (Finite volume) از جمله مواردی است که به روند توسعه نرم‌افزارهای دینامیک سیالات محاسباتی بسیار کمک کرد.

## توضیحات
در این روش با تبدیل معادلات دیفرانسیل پاره‌ای حاکم بر سیالات به معادلات جبری امکان حل عددی این معادلات فراهم می‌شود. با تقسیم ناحیه مورد نظر برای تحلیل به المان‌های کوچک‌تر و اعمال شرایط مرزی برای گره‌های مرزی با اعمال تقریب‌هایی یک دستگاه معادلات خطی به‌دست می‌آید که با حل این دستگاه معادلات جبری، میدان سرعت، فشار و دما در ناحیه مورد نظر به‌دست می‌آید. با استفاده از نتایج به‌دست آمده از حل معادلات می‌توان برآیند نیروهای وارد بر سطوح، ضرایب برا و پسا و ضریب انتقال حرارت را محاسبه نمود.

در دینامیک سیالات محاسباتی از روش‌ها و الگوریتمهای مختلفی جهت رسیدن به جواب بهره می‌برند، ولی در تمامی موارد، دامنه مسئله را به تعداد زیادی اجزاء کوچک تقسیم می‌کنند و برای هر یک از این اجزاء مسئله را حل می‌کنند. پس از رسم یک ۱۰۰ ضلعی منتظم مشاهده خواهیم نمود که شکل حاصل مشابه دایره است. با افزایش
تعداد اضلاع این شباهت بیشتر خواهد شد. در حقیقت این پدیده در مبحث سی‌اِف‌دی نیز مفهوم خواهد داشت.

## نرم‌افزارها
نرم‌افزارهای مختلفی در این حوزه توسعه یافته‌اند. بیشتر این نرم‌افزارها دارای پایه علمی یکسان برای حل مسئله دینامیک سیالات محاسباتی هستند. با این وجود برخی از آن‌ها از روش‌های حل متفاوتی برای حل یک مسئله استفاده می‌کنند. از جمله نرم‌افزارهای این حوزه می‌توان به انسیس فلوئنت، CFX، آباکوس و کامسول اشاره کرد. البته نرم‌افزارهای بسیار زیادی در این حوزه توسعه یافته‌است. در اینجا تنها به نرم‌افزارهای شناخته شده تر اشاره شد.

## روش‌های عددی مورد استفاده در دینامیک سیالات محاسباتی (CFD)

### روش‌های گسسته‌سازی معادلات دیفرانسیل
- روش اجزاء محدود
- روش حجم محدود
- روش تفاضل محدود
- روش‌های طیفی

در میان این روش‌ها، روش حجم محدود کاربرد بیشتری به خصوص در مدل‌سازی جریان‌های تراکم ناپذیر دارد. بیشتر نرم‌افزارهای تجاری در زمینه دینامیک سیالات محاسباتی نیز بر مبنای این روش بسط و توسعه یافته‌اند.

### مدل‌های آشفتگی
جریان‌های فیزیکی موجود در طبیعت، به دو گروه جریان‌های آرام و آشفته تقسیم‌بندی می‌شوند. در جریان‌های آرام، سیال به صورت لایه ای و شامل لایه‌های قابل تفکیک حرکت می‌کند حال آنکه در جریان آشفته یا اغتشاشی، به دلیل اینرسی بالای سیال در مقایسه با اصطکاک بین لایه ای، لایه‌های جریان به صراحت قابل تفکیک نیست و جریان علاوه بر یک جهت اصلی، شامل گردابه‌های فراوانی و در طیف‌های اندازه ای مختلف است. تصویر زیر، جریان آشفته را در مقایسه با جریان آرام نشان می‌دهد.
- شبیه‌سازی به روش میانگین‌گیری رینولدز معادلات ناویر- استوکس
- شبیه‌سازی گردابه‌های بزرگ
- شبیه‌سازی عددی مستقیم

## کاربردها
اکنون روش دینامیک سیالات محاسباتی جای خود را در میان روش‌های آزمایشگاهی و تحلیلی برای تحلیل مسائل سیالات و انتقال حرارت باز کرده‌است و استفاده از این روش‌ها برای انجام تحلیل‌های مهندسی امری عادی شده‌است.
دینامیک سیالات محاسباتی به صورت گسترده در زمینه‌های مختلف صنعتی مرتبط با سیالات، انتقال حرارت و انتقال مواد به کمک سیال بکار گرفته می‌شود. از جمله این موارد می‌توان به صنایع خودروسازی، صنایع دریایی، صنایع هوافضا، توربوماشین‌ها، صنایع هسته‌ای، صنایع نظامی، صنایع نفت و گاز و انرژی و بسیاری موارد گسترده صنعتی دیگر اشاره نمود که دانش دینامیک سیالات محاسباتی به عنوان گره گشای مسائل صنعتی مرتبط تبدیل شده‌است.

## شبیه‌سازی CFD در مراکز نگه داری داده و تجهیزات IT
یکی از قوی‌ترین و پیچیده‌ترین ابزارهای شبیه‌سازی حرارتی و جریانی دیتاسنتر، دینامیک سیالات محاسباتی است. با استفاده از دینامیک سیالات محاسباتی که به انحصار با نام CFD برگرفته از Computational Fluid Dynamics نیز شناخته می‌شود، می‌توان الگوهای جریانی و حرارتی سیستم‌های الکترونیکی و سیستم‌های تهویه مطبوع را با دقت بالایی آشکارسازی نمود. علاوه بر آن امکان معرفی بارهای حرارتی متنوع ناشی از مانورهای مختلف دیتاسنتر و همچنین مانورهای مختلف بار و تنظیم دما در سیستم‌های سرمایشی نیز وجود دارد.
ابزارهای مختلفی برای شبیه‌سازی CFD دیتاسنترها وجود دارد. یکی از این ابزارها که از گذشته مورد استفاده قرار می‌گرفته‌است، نرم‌افزار FLUENT و بعدها ANSYS_FLUENT است. این نرم‌افزار قدرتمند به صورت عمومی، امکان شبیه‌سازی طیف گسترده‌ای از فیزیک‌ها را دارد و با استفاده از آن، می‌توان شرایط Steady و Transient دیتاسنتر را نیز مدل‌سازی نمود. با وجود قدرت بسیار بالای FLUENT در بین نرم‌افزارهای CFD، استفاده از این نرم‌افزار و ستاپ حل، برای کاربران مبتدی CFD، قدری پیچیده خواهد بود و علاوه بر آن، نیاز به منابع و پردازشگرهای محاسباتی قدرتمند، جهت انجام محاسبات دارد.

## شبیه‌سازی CFD سیستم‌های تهویه مطبوع
امروزه با پیشرفت صنایع ساختمانی و ساخت صدها پروژه تجاری، اداری و مسکونی در مساحت‌های بزرگ و فضاهای متنوع از نظر متراژ و ساختار و در کنار پیشرفت در سیستم‌های تهویه مطبوع و در نهایت ضرورت بهینه‌سازی مصرف انرژی، یکی از مسائل بسیار مهم در طراحی و بهره‌برداری از سیستم‌های تهویه مطبوع، اطمینان از یکنواختی و بهینه بودن توزیع جریان و حرارت و برودت در بخش‌های مختلف ساختمان است.
هر چند که در روش‌های طراحی سیستم‌های تهویه مطبوع، روش‌ها، هندبوک‌ها و استانداردهای بسیاری وجود دارد که پاینبدی به آن‌ها موجب بهبود نتایج طراحی است، لیکن در پروژه‌ها بزرگ و دارای الگوهای جریانی پیچیده، امکان ارزیابی دقیق الگوی جریانی و دمایی ساختمان، پیش از ساخت وجود ندارد، مگر آنکه با استفاده از روش‌های شبیه‌سازی مدرن، الگوهای جریانی، سرعت، فشار، دما و خطوط جریان، نمایان شده و مورد ارزیابی قرار گیرد.
دینامیک سیالات محاسباتی (CFD) معتبرترین و شناخته شده‌ترین روش شبیه‌سازی سیستم‌های تهویه مطبوع است که با استفاده از آن می‌توان به جزئیات فراوانی از جریان و انتقال حرارت داخل فضاهای مختلف دست یافت. در صورت استفاده صحیح از این ابزار و در اختیار داشتن منابع محاسباتی مناسب، می‌توان با ارزیابی هر طرح پیش از اجرا، از وقوع مشکلات بهره‌برداری و غیرقابل برگشت در سیستم‌های تهویه مطبوع پیشگیری نمود.

## مراکز تحقیقاتی و آموزشی
علیرغم اینکه قدمت روش دینامیک سیالات محاسباتی در دنیا چندان زیاد نیست، این شاخه از علم در ایران و در سال‌های اخیر، رشد بسیار خوبی داشته‌است.
جای گرفتن این مبحث در قالب چندین واحد درسی در مقاطع کارشناسی ارشد، دکتری و حتی کارشناسی به خوبی بیانگر میزان توجه و آینده روشن آن در کشور است.
علاوه بر دروس آکادمیک ارائه شده در دانشگاه‌ها، مراکز زیادی نیز به صورت حرفه‌ای و نیمه حرفه‌ای در این زمینه شروع به فعالیت کرده‌اند.
این مراکز به دو دسته آموزشی (آموزش مبانی CFD، کدنویسی و برنامه‌نویسی، آموزش نرم‌افزارهای مرتبط) و تحقیقاتی (انجام پروژه‌های علمی و صنعتی، توسعه روشهای عددی در دینامیک سیالات و …) تقسیم‌بندی می‌شوند. البته مراکز آموزشی مرتبط با این بخش معمولاً وابسته به دانشگاه‌ها بوده و در اشاعه این نوع تحلیل به مهندسین فارغ‌التحصیل کمک شایانی کرده و می‌کنند.